# Jorge Pardón
Jorge Ernesto Pardón García (* 4. März 1905 in Arequipa; † 19. Dezember 1977 in Lima) war ein peruanischer Fußballtorwart. Er nahm an der ersten Fußball-Weltmeisterschaft 1930 teil.

## Karriere
Pardón spielte von 1920 bis 1925 für Deportivo Independencia aus seiner Heimatstadt Arequipa. 1926 zog er nach Lima, wo er für die Klubs Deportivo Nacional und Circolo Sportivo Italiano aktiv war. Nach einer Spielzeit für Atlético Chalaco aus Callao kehrte er 1930 in die Hauptstadt zurück, wo er bis 1934 für Sporting Tabaco spielte.
Zwischen 1927 und 1930 bestritt Pardón sechs Länderspiele für die peruanische Nationalmannschaft. Er stand im peruanischen Kader bei den Südamerikameisterschaften 1927 und 1929. Anlässlich der ersten Fußball-Weltmeisterschaft 1930 in Uruguay wurde er in das peruanische Aufgebot berufen. Bei diesem Turnier kam er im zweiten Vorrundenspiel gegen den späteren Weltmeister Uruguay zum Einsatz.